# عين الحمام (بوشر)
عين الحمام عين طبيعية ومزار سياحي في الأنصب التابعة لـولاية بوشر بمحافظة مسقط، أو كما يحب أهالي البلدة تسميها بعين الثوارة،
تقع وتتميز عين الحمام عن غيرها من العيون بحرارة ماءها اذ تعتبر الأعلى حرارة على الإطلاق (أسخن من عين الكسفة). وقد تم قياس درجة الحرارة في هذه المياه لتصل إلى 65 درجة مئوية.

## الوصف
وتستخرج المياه بواسطة آلات ضخ نظرا لعمق منبع العين لتنساب عبر السواقي نحو مزارع اعتادت أن تشرب منها. في طريقها إلى السطح تذيب المياه الحارة الحجر الجيري في باطن الأرض ومن ثم تترسب بلورات الكالسيت (الجير) على طول القناة، التي تنقل مياه العين الحارة لتروي المزارع والحقول القريبة.
ونظرا لسخونة المياه فقد استخدمها قاصدوها للعلاج نظرا لإحتوائها على العديد من المعادن. ولهذا الغرض أنشأت مسابح للرجال وأخرى للنساء ويتم تبريد المياه في أحواض خاصة

## المصدر
يُعزى مصدرعين الحمام الحارة إلى صدع صخري عميق يفصل بين صخور الدولوميت الرسوبية وصخور الأوفيولايت النارية، وقد نشأ هذا الصدع نتيجة لحركة الصفائح التكتونية بين الصفيحة المحيطية والصفيحة القارية، وقد أدت هذه الحركات إلى إرتقاء الصفيحة المحيطية (الصخور النارية) مكونة جبال عمان، وإنطمر جزء كبير من الصفيحة القارية (الصخور الرسوبية) ولكنها لا زالت ظاهرة للعيان في سلسلة الجبل الأخضر. ويعتبر هذا الفالق مضدر أغلب العيون الحارة في سلطنة عمان كعين الكسفة بولاية الرستاق.

## وصلات خارجية
- بالفيديو.. ارتفاع درجة حرارة عين «الحمام» بولاية بوشر